# Notaticus
Notaticus is een geslacht van kevers uit de familie  waterroofkevers (Dytiscidae).
Het geslacht is voor het eerst wetenschappelijk beschreven in 1928 door Zimmermann.

## Soorten
Het geslacht omvat de volgende soorten:
- Notaticus fasciatus Zimmermann, 1928
- Notaticus obscurus García & Navarro, 2001